# ミック・テイラー
ミック・テイラー（Mick Taylor、1949年1月17日 - ）は、イングランドのミュージシャン。ローリング・ストーンズの元ギタリストとして最も有名である。
『ローリング・ストーン』誌の2007年11月号の企画、「ローリング・ストーンの選ぶ歴史上最も過小評価されている25人のギタリスト」において第8位。2011年、「ローリング・ストーンの選ぶ歴史上最も偉大な100人のギタリスト」において第37位。

## 経歴

### 生い立ちと初期の経歴
ハートフォードシャーのウェリン・ガーデン・シティで生まれ、同州のハットフィールドで成長した。9歳の頃におじの影響でギターを演奏し始め、10代半ばにはブルースに傾倒して、ゴッズを含むローカル・バンドで活動するようになった。1965年には16歳にして、エリック・クラプトンが欠場したジョン・メイオール＆ブルースブレイカーズのライブでクラプトンの代役を務めた経験があり、その1年半後にはジョン・メイオールからの要請でブルースブレイカーズに正式加入し、ツアーやレコーディングを行った。

### ローリング・ストーンズ加入

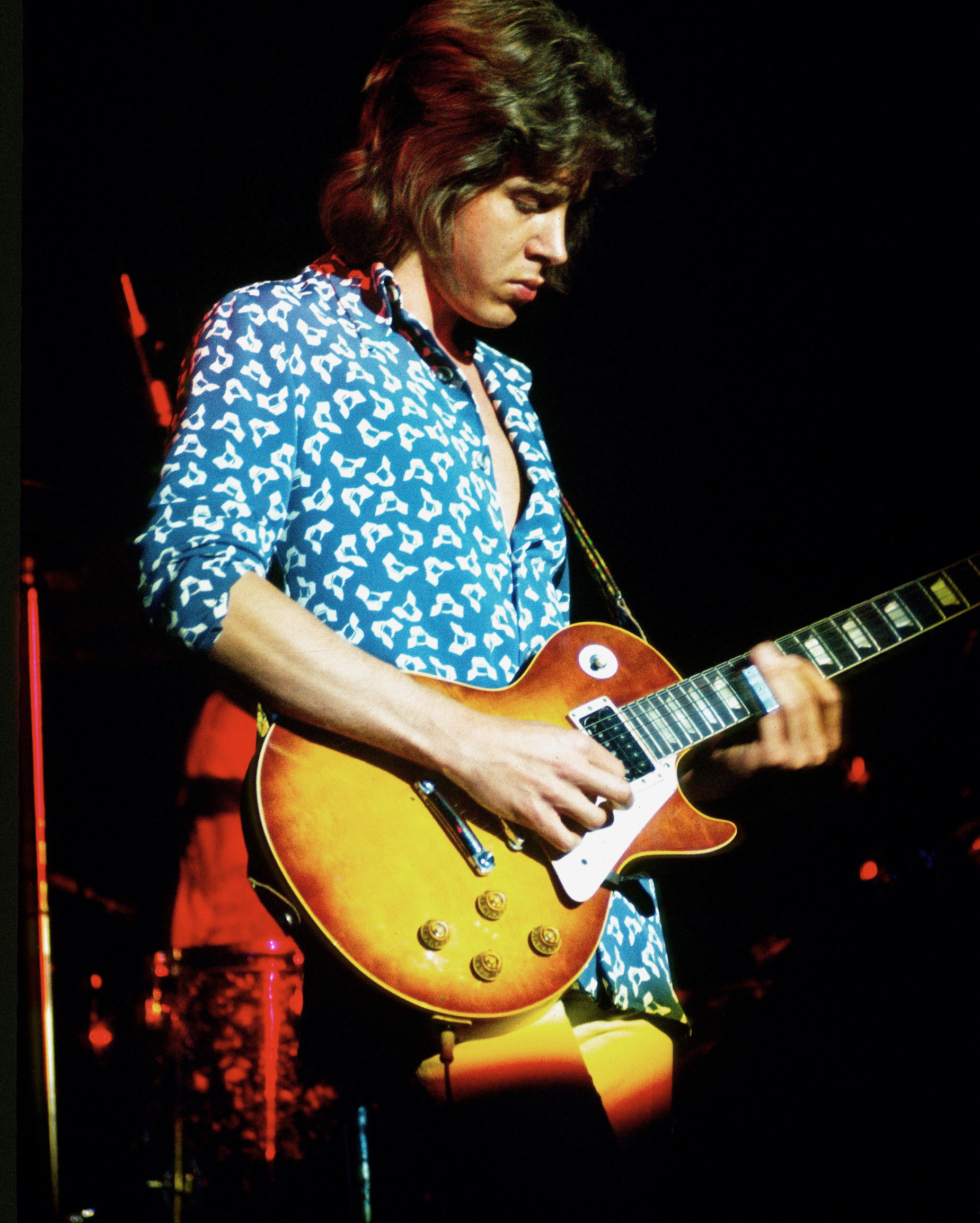
Rストーンズ時代（1972年6月）

ローリング・ストーンズは1969年に3年ぶりの北米ツアーを行うことを熱望していたが、問題があった。バンド創立者であり当時のリーダーでもあったギタリストのブライアン・ジョーンズは薬物依存を脱しようと努力していたが、警察に執拗に家宅捜索等をおこなわれた結果、2度逮捕されてしまい、海外ツアー実施の障害となっていた。ステージから遠ざかっていたストーンズは過去のバンドと見なされ、その価値をステージ上で証明する必要があったため、1966年以来3年間遠ざかっているワールド・ツアーを絶対に行わないといけない状況にあった。逮捕前から他のメンバーから疎外されつつあったジョーンズは結局解雇され、その後間もなく自宅のプールで溺死した。
テイラーのストーンズへの加入では、5年後のロン・ウッドの場合と異なり、オーディションは行われなかった。ジョーンズの解雇後、ミック・ジャガーはジョン・メイオールからテイラーの紹介を受け、当時録音中の『レット・イット・ブリード』のセッションに参加させた。テイラーは「カントリー・ホンク」「リヴ・ウィズ・ミー」の2曲に参加したが、単なるセッションの仕事と考えていた。数日後、ジャガーはテイラーにストーンズの正式ギタリストに選ばれたことを伝えた。「ホンキー・トンク・ウィメン」のギター・トラックは「カントリー・ホンク」でのテイラーのリフにインスパイアされ、再録音されることになった。そのため「ホンキー・トンク・ウィメン」には解雇前のジョーンズの演奏を含め、ギターが3トラック収録された。
テイラーが参加したライブは1970年の『ゲット・ヤー・ヤ・ヤズ・アウト』に収録されている。同作はオルタモントの悲劇の1週間前、マディソン・スクエア・ガーデンでの2夜連続ライブの模様が収録された。彼の参加したスタジオ・アルバムは『スティッキー・フィンガーズ』『メイン・ストリートのならず者』『山羊の頭のスープ』『イッツ・オンリー・ロックン・ロール』の4作品である。
ストーンズ加入後は主にリード・ギターを担当していたが、一部の曲ではリズム・ギターに廻り、非常に的確なリズム・ギターを披露していた。また「フィンガープリント・ファイル」ではベースも担当した。

### ストーンズ脱退とその後の関係

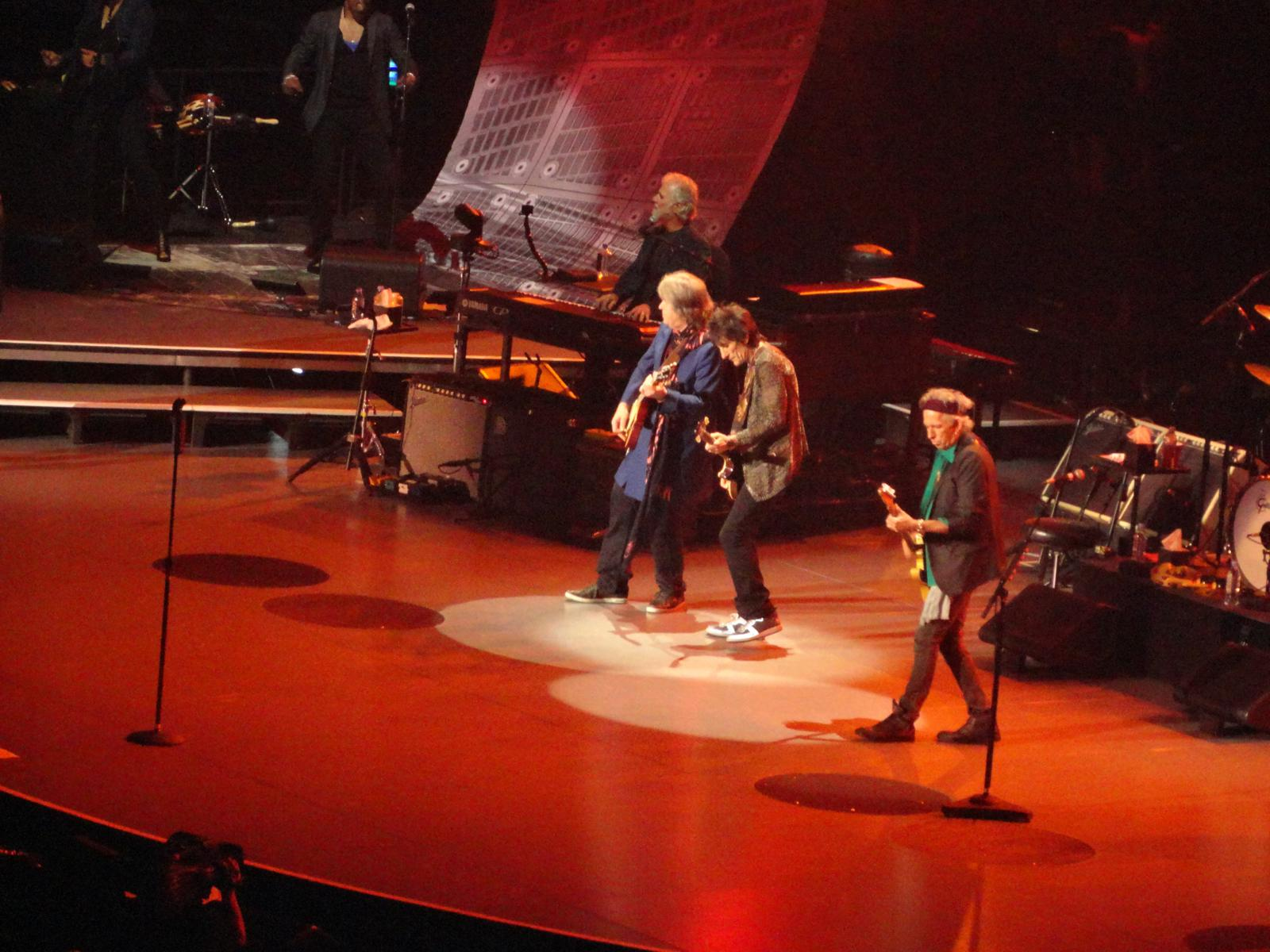
古巣のRストーンズに客演（2013年6月）

テイラーはストーンズを1974年12月に脱退する。次作『ブラック・アンド・ブルー』のセッションが西ドイツのミュンヘンで始まる頃であった。脱退について彼自身は「メンバー間の個人的感情の問題ではなく、純粋に音楽的理由で脱退した」と語った。ミック・ジャガーは彼の脱退を冷静に受け止めており、1995年に『ローリング・ストーン』誌のジャン・ウェナーとのインタビューで、彼がメンバーだった時期がバンドの最も音楽的に充実した時期であったと認めた上で、「彼はソロ経歴を積みたかったんだよ。僕が思うに彼はキースとうまくやっていくのが難しいと悟ったのさ」と語った。キース・リチャーズは彼の脱退に対して不満を漏らしたが、ギターワークについては後に加入するロン・ウッドの方が「ブライアンとやってた時のような感覚に戻った」とも語っている。この頃リチャーズと不仲だったというビル・ワイマンは自分とバンドを組まないかと彼を誘ったという。チャーリー・ワッツは後年「あの時期での脱退は不適切だったと思う」と語っている。このように、彼の脱退はメンバーそれぞれに全く異なる印象を与えていたことが窺える。
1981年12月14日、テイラーはストーンズのカンザスシティ、アローヘッド・スタジアム公演に参加した。また1986年12月28日のテイラーのニューヨーク・クラブでのコンサートにはリチャーズが参加して、一緒に「キー・トゥ・ザ・ハイウェイ」「キャント・ユー・ヒア・ミー・ノッキング」を演奏した。1987年にはリチャーズの初ソロ・アルバム『トーク・イズ・チープ』（1988年）の「ストゥッド・ユー・アップ」のレコーディングに参加しており、リチャーズから「なんでお前のことが嫌いなのか良くわかったよ」とジョークを飛ばされたという。このように1980年代以降には互いの持っていた複雑な感情を時が解消しており、現在メンバー達との関係は良好である。1989年にストーンズがロックの殿堂入りを果たした際には、メンバーとして共に舞台にあがっている。2012年11月にイギリス、12月にアメリカで開催されたストーンズ50周年記念ライブに参加して「ミッドナイト・ランブラー」で見事なギター・プレイを披露してファンを感涙させ、その後、2013年から2014年のワールド・ツアーにはゲスト・ミュージシャンとしての扱いながら毎回参加しており、公演後のスタンディングオベーションにメンバー達とともに応えている。

### ソロ・キャリア
ストーンズ在籍中の1973年、ヴァージン・レコードのリチャード・ブランソンの誘いを受けてマイク・オールドフィールドの「チューブラー・ベルズ」のプロモーション・ライブに参加した。ストーンズ脱退後、1975年4月から6月までザ・ジャック・ブルース・バンドのメンバーとして、ブルースやカーラ・ブレイと共にヨーロッパとイギリスのツアーに参加した。1977年、オールドフィールドとのライブで共演したピエール・ムーランが率いるピエール・ムーランズ・ゴングのレコーディングに参加した後、CBSレコードとレコーディング契約を結び、1978年ごろからソロ・アルバムの制作にかかる。1979年にクマ原田、ムーランらの協力のソロ・アルバム『ミック・テイラー』をリリースした。

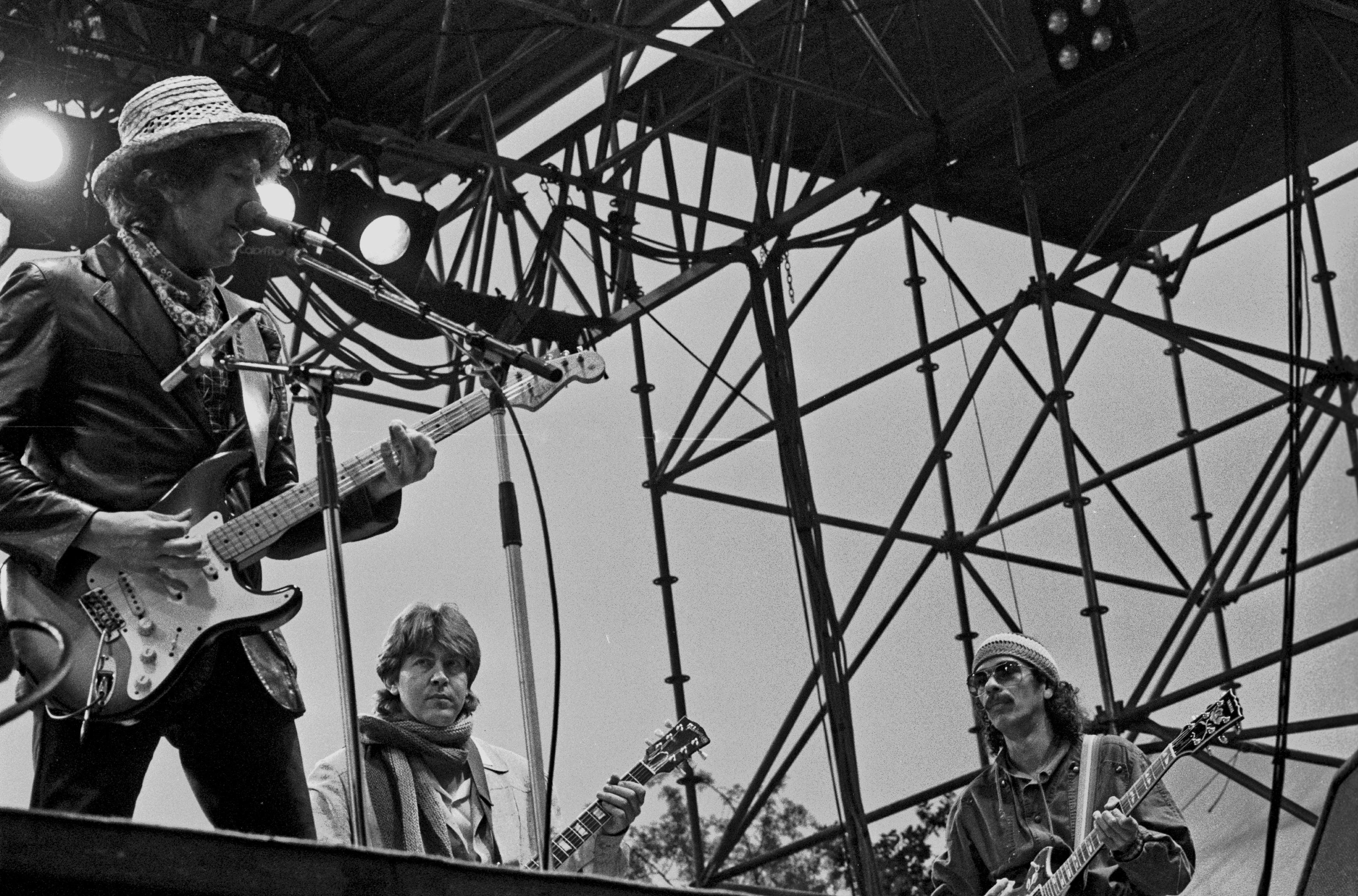
ボブ・ディランと共演（1984年5月）

1982年にジョン・メイオール・アンド・ブルース・ブレイカーズの再結成ツアーに参加後、活動拠点をニューヨークに移す。翌1983年のボブ・ディランのアルバム『インフィデル』の録音参加をきっかけにディランの依頼を受け、1984年の夏の欧州公演のオープニング・アクトとバック・アップ・メンバーとして活動し、ライブ作品『リアル・ライブ』を残している。また翌1985年のスタジオ録音作品『エンパイア・バーレスク』にも参加して録音している。
ロサンゼルスでのスタジオ録音のセッション・ミュージシャンの活動と並行して、キーボード奏者のマックス・ミドルトンをメンバーに含むバンドを率いてライブ活動も続け、1987年には初の日本公演を行った。1990年には前年のライブ公演を収録した『ストレンジャー・イン・ディス・タウン』をリリースしている。またロサンゼルスのザ・テクストーンズ（The Textones）のギタリストでありディランとの活動を通じて友人関係にあるカーラ・オルソン（Carla Olson）とのライブ活動を行っており共同名義の数枚のライブ作品をリリースしている。
1999年には2作目のオリジナル・アルバム『ア・ストーンズ・スロー』を発表している。

## ディスコグラフィ

### スタジオ・アルバム
- 『ミック・テイラー』 - Mick Taylor (1979年)
- 『シャドウ・マン』 - Shadow man (1996年)
- 『ア・ストーンズ・スロー』 - A Stone's Throw (1999年)

### ライブ・アルバム
- 『ストレンジャー・イン・ディス・タウン』 - Stranger in This Town (1990年)
- Arthur's Club-Geneve 1995 (1995年)
- Coastin' Home (1995年)
- 『ライヴ・アット・14ビロウ』 - Live at 14 Below (2003年)
- Little Red Rooster (2007年) ※2001年、ハンガリーでのライブ。

### ジョン・メイオール&ザ・ブルースブレイカーズ
- 『革命』 - Crusade (1967年) ※旧邦題『クルセード』
- 『ブルース・バンドの日記 VOL.1&2』 - The Diary of A Band, Volumes 1 & 2 (1968年)
- 『ベア・ワイアーズ』 - Bare Wires (1968年)
- 『ローレル・キャニオンのブルース』 - Blues from Laurel Canyon (1968年)
- 『バック・トゥ・ザ・ルーツ』 - Back to the Roots (1971年)
- 『プライマル・ソロズ』 - Primal Solos (1977年) ※1965年 (クラプトン)、1968年 (テイラー)のセレクト・ライブ盤。
- Return of the Bluesbreakers (1985年)
- 『ウェイク・アップ・コール』 - Wake Up Call (1993年)
- The 1982 Reunion Concert (1994年)
- Silver Tones: The Best of John Mayall & The Bluesbreakers (1998年)
- 『アロング・フォー・ザ・ライド』 - Along For The Ride (2001年)
- Rolling With The Blues (2005年) ※1972年、1973年、1980年、1982年のセレクト・ライブ盤。
- Essentially John Mayall (2007年) ※5CD・ボックス・セット。

### ローリング・ストーンズ
- 『スルー・ザ・パスト・ダークリー』 - Through the Past, Darkly (Big Hits Vol. 2) (1969年) ※コンピレーション。「ホンキー・トンク・ウィメン」で演奏。
- 『レット・イット・ブリード』 - Let It Bleed (1969年) ※「Country Honk」「Live With Me」で演奏。
- 『ゲット・ヤー・ヤ・ヤズ・アウト』 - Get Yer Ya-Ya's Out! The Rolling Stones in Concert (1970年)
- 『ストーン・エイジ』 - Stone Age (1971年)
- 『スティッキー・フィンガーズ』 - Sticky Fingers (1971年)
- 『ギミー・シェルター』 - Gimme Shelter (1971年)
- 『ホット・ロックス』 - Hot Rocks 1964–1971 (1972年) ※コンピレーション
- 『メイン・ストリートのならず者』 - Exile on Main St. (1972年)
- 『ロックン・ローリング・ストーンズ』 - Rock'n'Rolling Stones (1972年) ※コンピレーション
- 『山羊の頭のスープ』 - Goats Head Soup (1973年)
- 『イッツ・オンリー・ロックン・ロール』 - It's Only Rock 'n' Roll (1974年)
- 『メイド・イン・ザ・シェイド』 - Made in the Shade (1975年)
- 『メタモーフォシス』 - Metamorphosis (1975年) ※「I Don't Know Why」「Jiving Sister Fanny」で演奏。
- 『ロールド・ゴールド〜ヴェリー・ベスト・オブ・ザ・ローリング・ストーンズ』 - Rolled Gold (1975年) ※コンピレーション
- 『ゲット・ストーンド』 - Get Stoned (30 Greatest Hits) (1977年) ※コンピレーション
- 『サッキング・イン・ザ・70s』 - Sucking in the Seventies (1981年) ※コンピレーション
- 『刺青の男』 - Tattoo You (1981年) ※「Tops」「Waiting on a Friend」で演奏。どちらも『山羊の頭のスープ』セッション（1972年）のトラック。
- In Concert (1982年) ※ライブ・コンピレーション 1966年-1969年
- Story of The Stones (1982年) ※コンピレーション
- 『リワインド 1971-1984』 - Rewind (1971–1984) (1984年) ※コンピレーション
- 『シングル・コレクション (ザ・ロンドン・イヤーズ)』 - Singles Collection: The London Years (1989年) ※コンピレーション
- 『ジャンプ・バック〜ザ・ベスト・オブ・ザ・ローリング・ストーンズ』 - Jump Back: The Best of The Rolling Stones (1993年)
- 『フォーティ・リックス』 - Forty Licks (2002年)
- 『レアリティーズ 1971-2003』 - Rarities 1971–2003 (2005年) ※「Let It Rock」(1971年ライブ)、「Through The Lonely Nights」で演奏。
- Brussels Affair (2011年) ※1973年ライブ。
- 『GRRR!』 - GRRR! (2012年) ※コンピレーション
- Hyde Park Live (2013年) ※2013年ライブ。「Midnight Rambler」「(I Can't Get No) Satisfaction」で演奏。

ローリング・ストーンズのメンバーとの作品 
- ジョン・フィリップス 『ペイ・パック・アンド・フォロー』 - Pay Pack & Follow (2001年)

1973年–1979年、ロンドンでの「Half Stoned sessions（半分ストーンズ・セッション）」からの音源。ミック・ジャガー、キース・リチャーズによるプロデュース。
- ロン・ウッド 『俺と仲間』 - I've Got My Own Album to Do (1974年)
- ロン・ウッド 『ナウ・ルック』 - Now Look (1975年)
- キース・リチャーズ 『トーク・イズ・チープ』 - Talk Is Cheap (1988年)

### ジャック・ブルース・バンド
- Live on the Old Grey Whistle Test (1995年)
- Live at the Manchester Free Trade Hall (2003年)
- 『ライヴ'75』 - The Jack Bruce Band Live '75 (2011年)

### ボブ・ディラン
- 『インフィデル』 - Infidels (1983年)
- 『リアル・ライブ』 - Real Live (1984年)
- 『エンパイア・バーレスク』 - Empire Burlesque (1985年)
- 『ブートレッグ・シリーズ第1〜3集』 - The Bootleg Series Volumes 1–3 (Rare & Unreleased) 1961–1991 (1991年)

### カーラ・オルソン
- Too Hot For Snakes (1991年)
- 『ウィズイン・アン・エース』 - Within An Ace (1993年)
- 『カーラ・オルソン with ミック・テイラー and パーシー・スレッジ』 - Reap The Whirlwind (1994年)
- 『ライヴ・アット・ロキシー』 - Live at the Roxy (1997年)
- 『リング・オブ・トゥルース』 - The Ring Of Truth (2001年)
- 『トゥー・ホット・フォー・スネークス・プラス』 - Too Hot For Snakes Plus (2008年)